# Carlos Sánchez Magro
Carlos Sánchez Magro (Valladolid, España, 26 de julio de 1944 - Tenerife, España 1985), fue un astrofísico que desarrolló la mayor parte de su actividad en el Instituto de Astrofísica de Canarias. Su área de estudio fue la astronomía Infrarroja y la docencia.
A su muerte se dio nombre al Telescopio Carlos Sánchez (TCS), instalado en el Observatorio del Teide (OT).
En su honor en febrero de 2010 se dio nombre a una calle de su ciudad natal
.